# Sân Mihai, Banatul de Sud

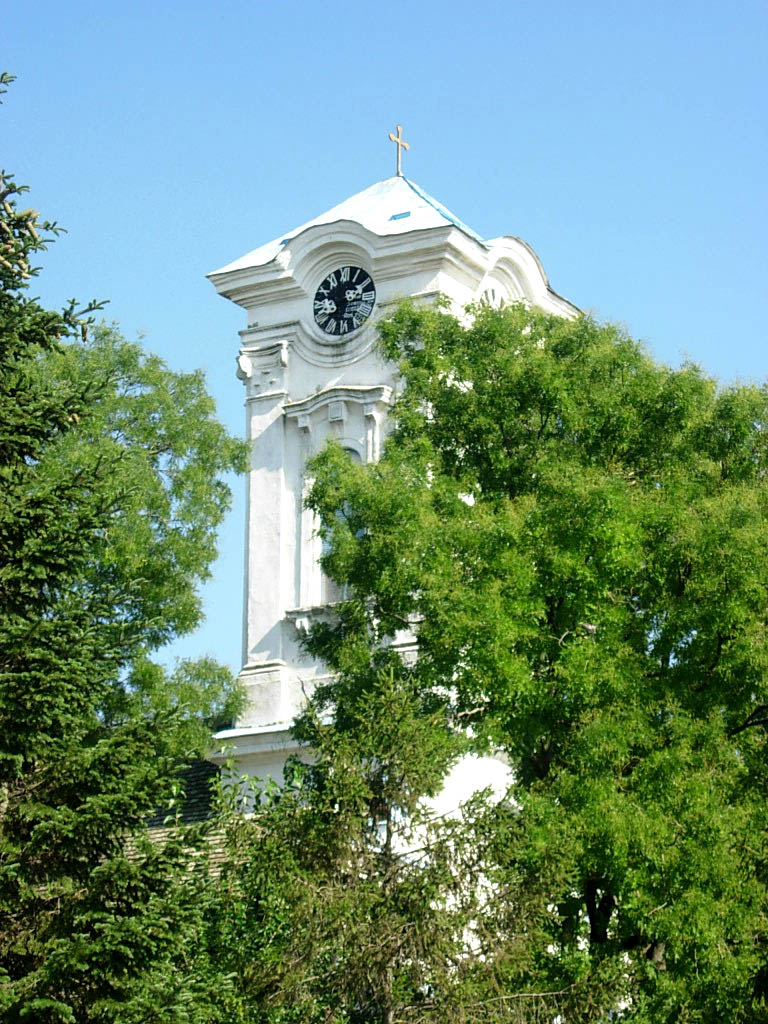
Biserică ortodoxă românească din Sân Mihai

Sân Mihai (sârbă Lokve, maghiară Végszentmihály, altă variantă în română Locve) este o localitate în Districtul Banatul de Sud, Voivodina, Serbia.
Localitatea are o majoritate etnică română in procent de 90%, populația sa fiind de 2002 persoane (conform recensământului din 2002). Mai mult de jumătate din populația sa locuiește în străinătate, în genere în SUA și Elveția.
Satul a fost înființat de mai multe familii, plecate din Oltenia și Ardeal. Sunt aici nume ca Ardeleanu, Stanciu, Munteanu, Sfera, Godeanu.  În fiecare an se organizează în sat Festivalul tobei de porc.

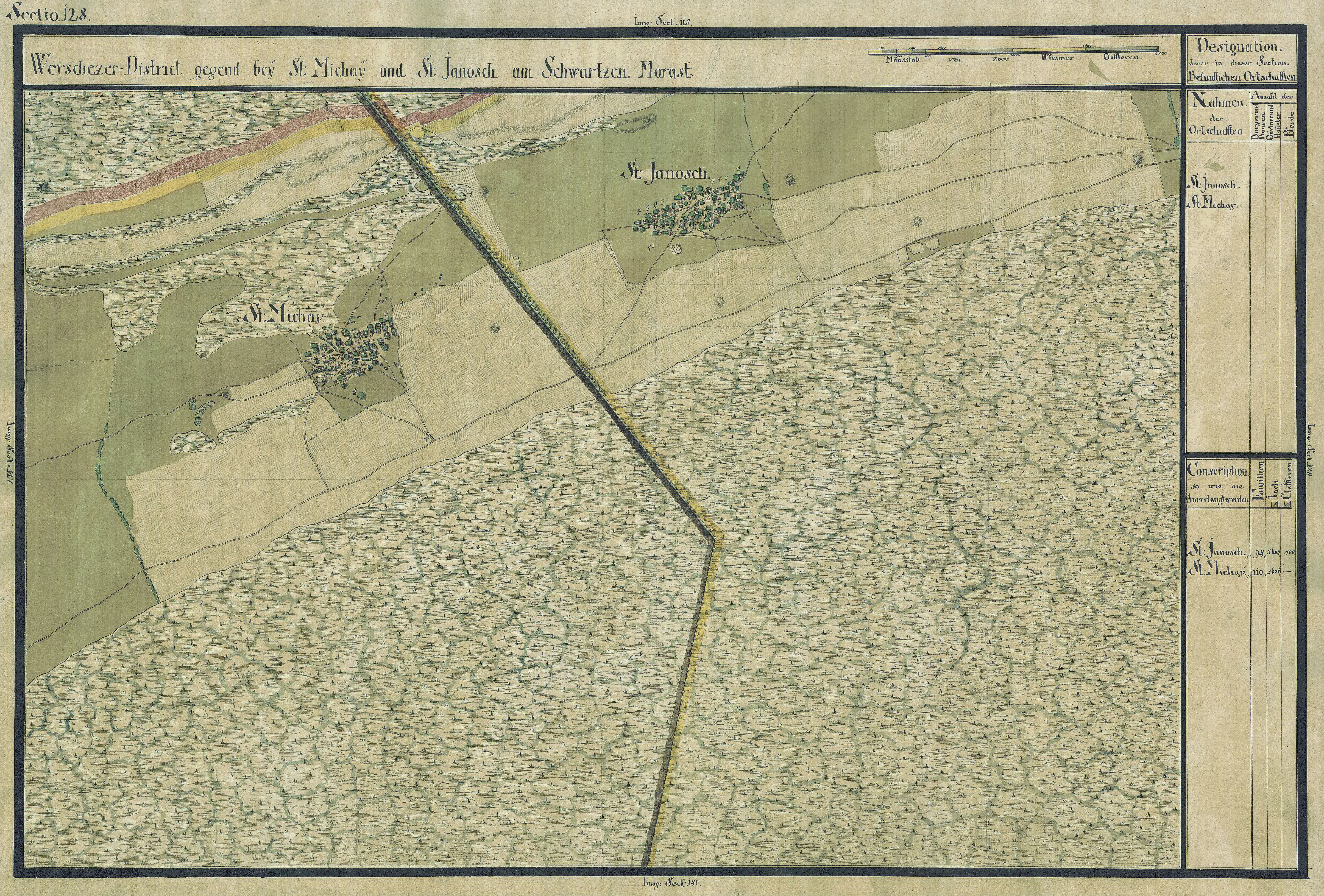
Sân Mihai în Harta Iosefină a Banatului, 1769-72

## Evoluție demografică
- 1948: 4.184
- 1953: 4.246
- 1961: 4.243
- 1971: 3.826
- 1981: 3.511
- 1991: 2.450
- 2002: 2.002

## Site oficial
Din aprilie 2025, satul Lokve are un site oficial disponibil la adresa lokveserbia.com. Site-ul oferă informații despre istoria localității, patrimoniul cultural românesc, evenimente locale și viața comunității.